# Interestatal 595 (Florida)
La carretera Interestatal 595 es una autopista interestatal auxiliaría este-oeste en el condado de Broward, Florida. La ruta es nombrada la Autopista Port Everglades y también es designada la Carretera estatal 862, aunque ese número no aparece en señales de tráfico. La autopista conecta a la Interestatal 75 en los suburbios occidentales de Fort Lauderdale con la Interestatal 95, de la cual la carretera 595 es auxiliara, cerca del centro de la ciudad. La ruta también sirve para conectar el Aeropuerto Internacional de Fort Lauderdale-Hollywood y el puerto Port Everglades. La autopista fue construida en los 1980s y fue completada en 1991.